# نوکیا آشا ۳۱۱
نوکیا آشا ۳۱۱ (به انگلیسی: Nokia Asha 311) یک گوشی کاملاً لمسی است که توسط شرکت نوکیا با سیستم عامل سری ۴۰ طراحی و تولید شده‌است. این گوشی به همراه دو گوشی تمام لمسی دیگر سری آشا (نوکیا آشا ۳۰۵ و نوکیا آشا ۳۰۶) در بانکوک معرفی شد. آشا ۳۱۱ به عنوان گل سر سبد خانواده گوشی‌های کاملاً لمسی آشا در نظر گرفته شده‌است. از ویژگی‌های اصلی این گوشی می‌توان به صفحه نمایش کاملاً لمسی خازنی، باند فرکانس رادیویی چندگانه 3G، SIP VoIP با نسل سوم شبکه تلفن همراه، وای-فای و توانایی اجرای بازی پرندگان خشمگین اشاره کرد.

## سخت‌افزار

### پردازشگر
نوکیا آشا ۳۱۱ با همان پردازنده  ۱  گیگاهرتز ARM۱۱  موجود در گوشی‌های آشا ۳۰۲ و آشا ۳۰۳ ساخته شده‌است. این سیستم همچنین ۱۲۸ مگابایت رم تک کانال کم قدرت (Mobile DDR) دارد.

### صفحه نمایش و ورودی
این گوشی دارای یک صفحه نمایش لمسی خازنی ۳٫۰ اینچ با وضوح ۳۲۰ در ۲۴۰ پیکسل (QVGA) می‌باشد و قادر به نمایش تا ۲۶۲ هزار رنگ می‌باشد.
دوربین این گوشی دارای عمق مناسب (بدون زوم مکانیکی)، بدون فلش و دارای زوم دیجیتال 4x برای ویدئو و دوربین است. اندازه سنسور دوربین ۳٫۲ مگاپیکسل (۲۰۴۸ در ۱۵۳۶ پیکسل) است، با دیافراگم f/2.8 و محدوده فوکوس ۵۰ سانتی‌متر تا بی‌نهایت. دوربین گوشی قادر به ضبط ویدئو در اندازه ۶۴۰ در ۴۸۰ پیکسل، با سرعت ۱۵ فریم بر ثانیه و صدای مونو است.

### کلیدها
در جلوی گوشی دکمه پاسخ/تماس وجود دارد. در سمت راست دستگاه کلیدهای تنظیم صدا و دکمه قفل/بازکردن قفل وجود دارد.

### باتری
عمر باتری BP-4U (1100 mAh) طبق ادعای نوکیا ۷٫۲ ساعت در زمان مکالمه، ۷۱۱ تا ۷۸۱ ساعت در حالت آماده به کار و ۴۰ ساعت هنگام پخش آهنگ می‌باشد.

### حافظه
این گوشی دارای ۱۴۰ مگابایت حافظه داخلی است. علاوه بر این گوشی دارای کارت حافظه microSDHC قابل تعویض و قابل ارتقا به ۳۲ مگابایت است.

## نرم‌افزار
آشا ۳۱۱ با سیستم عامل سری ۴۰ تمام لمسی نوکیا و به همراه انواع برنامه‌های کاربردی ارائه شد.
- وب: مرورگر نوکیا (پروکسی) برای سری ۴۰
- مکالمات: سرویس پیام ۳٫۲ نوکیا (پیام‌های فوری و ایمیل)  و خدمات پیام‌کوتاه،  فراپیام
- شبکه‌های اجتماعی: فیسبوک، توییتر، فلیکر و اورکات
- رسانه ها: دوربین، عکس، نرم‌افزار پخش موسیقی، فروشگاه موزیک نوکیا، فلش لایت ۳٫۰ (برای ویدئوهای یوتیوب) و پخش‌کننده فیلم
- مدیریت اطلاعات شخصی: تقویم، اطلاعات کامل تماس‌ها
- بازی ها: پرندگان خشمگین

## مشخصات کلی
| عمومی           |                                            |
| تاریخ معرفی     | ژوئن ۲۰۱۲                                  |
| شبکه نسل دوم    | جی‌اس‌ام ۸۵۰ / ۹۰۰ / ۱۸۰۰ / ۱۹۰۰             |
| شبکه نسل سوم    | یوام‌تی‌اس ۸۵۰ / ۹۰۰ / ۱۷۰۰ / ۱۹۰۰ / ۲۱۰۰    |
| ظاهری           |                                            |
| ابعاد           | ۱۲٫۹×۵۲×۱۰۶ میلی‌متر                        |
| وزن             | ۹۵ گرم                                     |
| رنگ             | طوسی، سفید، آبی، صورتی، قهوه‌ای             |
| نمایشگر         |                                            |
| نوع             | تی‌اف‌تی، صفحه لمسی خازنی، ۵۶ هزار رنگ       |
| اندازه          | ۳ اینچ                                     |
| دقت             | ۴۰۰×۲۴۰ پیکسل                              |
| دوربین          |                                            |
| کیفیت           | ۳٫۲ مگاپیکسل                               |
| اندازه تصویر    | ۱۵۳۶×۲۰۴۸ پیکسل                            |
| فیلم‌برداری      | VGA                                        |
| دوربین دوم      | ندارد                                      |
| باتری           |                                            |
| نوع             | باتری لیتیوم یون ۱۰۰۰ میلی‌آمپرساعت (BL-4U) |
| زمان آماده‌باش   | ۷۱۱ تا ۷۸۱ ساعت                            |
| زمان مکالمه     | ۷٫۲ ساعت                                   |
| زمان پخش        | ۴۰ ساعت                                    |
| چندرسانه‌ای      |                                            |
| پخش موسیقی      | MP3/eAAC+/WAV/WMA                          |
| پخش ویدئویی     | MP4/WMV/H.263/H.264                        |
| رادیو           | رادیو استریو FM با RDS                     |
| حافظه           |                                            |
| حافظه داخلی     | ۱۴۰ مگابایت                                |
| کارت حافظه      | microSD، قابلیت افزایش تا ۳۲ گیگابایت      |
| زنگ گوشی        |                                            |
| نوع             | پلی فونیک (۶۴ کاناله)، MP3 و WAV           |
| لرزاننده        | دارد                                       |
| ارتباطی         |                                            |
| جی‌پی‌آراس        | دارد                                       |
| اچ‌اس‌سی‌اس‌دی      | ندارد                                      |
| ئی‌دی‌جی‌ئی        | دارد                                       |
| ۳جی             | دارد، ۵٫۷۶ مگابیت بر ثانیه                 |
| شبکه محلی بیسیم | Wi-Fi 802.11 b/g/n                         |
| بلوتوث          | دارد , v2.0 با EDR                         |
| فروسرخ          | ندارد                                      |
| یواس‌بی          | دارد , v2.0 microUSB                       |
| نرم‌افزاری       |                                            |
| سیستم‌عامل       | سری ۴۰                                     |
| پشتیبانی جاوا   | دارد                                       |
| سایر            |                                            |
| پردازنده        | ۱ گیگاهرتز ARM۱۱                           |
| جی‌پی‌اس          | ندارد                                      |
| بازی            | دارد                                       |